# Horatio Caro
Horatio Caro (Newcastle upon Tyne, 5 de julho de 1862 — Berlim, 15 de dezembro de 1920) foi um enxadrista britânico e famoso teórico das aberturas. Juntamente com Marcus Kann, efetuou um estudo amplo sobre as possibilidades da Defesa Caro-Kann.